# Marko Lopušina
Marko Lopušina (in serbo Марко Лопушина?; Raška, 1951) è un giornalista e scrittore serbo, conosciuto per i suoi libri riguardanti le società segrete e la diaspora serba.

## Biografia
Lopušina è nato a Raška, in Serbia, nel 1951. È conosciuto soprattutto per aver scritto numerosi libri sui ruoli di paramilitari e servizi segreti nella ex-Jugoslavia. Ha finito le scuole a Brus e si è laureato in Scienze Politiche a Belgrado. Ha lavorato per il giornale Hello (Zdravo) come giornalista, per il periodico Intervista dal 1981 come editore e giornalista, e dal 1997 come capo editore. Dopo questa esperienza è diventato l'editore del periodico Profilo. Di questi tempi fa il giornalista per il giornale Nedeljni telegraf.
Nel 1996: esce la prima parte della sua raccolta uccidi il tuo vicino.
Nel 1997: esce la seconda parte di uccidi il tuo vicino. Sempre in quest'anno esce il libro CIA contro Jugoslavia.
Nel 1998: esce la terza parte di uccidi il tuo vicino.
Nel 1999: viene pubblicata in inglese Spies, Lies and Videotapes (Spie, bugie, e video cassette).
Nel 2004: In questa data ottiene il premio Laza Kostić per il giornalismo, al Festival Internazionale del Reportage (INTERFER).
Fra i libri più significativi che ha scritto vi sono Commandante Arkan e Legija i Zemunski Klan, entrambi riguardano i ruoli delle milizie paramilitari serbe nelle guerre di rottura della ex-Jugoslavia. In Commandante Arkan viene descritto il ruolo di capo mafioso del paramilitare Željko Ražnatović, e le varie atrocità commesse contro minoranze etniche e politici ritenuti fastidiosi. Invece, in Legija i Zemunski Klan (Legione e i clan di Zemun) viene riferita la storia di un capo para-militare, Milorad Ulemek, che decide di riempire il caos culturale creatosi con le dimissioni di Slobodan Milošević. Il paramilitare Ulemek, tramite il suo clan, si coinvolge in traffico di droghe pesanti, omicidi politici, e prostituzione. I libri di Lopusina sono critici sia nei confronti dell'eccessiva censura effettuata da parte del regime Jugoslavo, che nei confronti delle continue infiltrazioni NATO e CIA che hanno appunto messo in serie difficoltà la possibilità di avere a che fare con uno stato Jugoslavo in continuo stato d'assedio.
Lopusina non risparmia critiche a nessun indagato, da presunti criminali serbi, come Arkan, Legija, Radovan Karadžić, e Ratko Mladić alle agenzie segrete domestiche, berretti rossi, ma pure agenzie straniere, come la CIA e il MI6. Ciò nonostante, rimane immensamente popolare in Serbia nei duri anni dei conflitti balcanici degli anni '90, e continua la sua popolarità tuttora nel nuovo millennio.

## Opere
- I misteriosi assassini Jugoslavi (1987)(1997)
- Il libro nero della censura in Jugoslavia 1945-91 (1991)
- Tutti i Serbi del Mondo (1994)
- Uccidi il tuo vicino 1 (1996)(1997)
- Uccidi il tuo vicino 2 (1997)
- Uccidi il tuo vicino 3(1998)
- La CIA contro la Jugoslavia (1997)
- Tutti i Serbi del mondo - guida della diaspora (1998)
- Servizi segreti del mondo
- Mafie del mondo
- I più ricchi Serbi del mondo
- La UCK contro la Jugoslavia
- La morte balcanica- Mafia della droga albanese
- Nikola Kavaja - gli ultimi sicari serbi (1999) e 2000.
- La polizia segreta serba
- ENCICLOPEDIA MAFIA
- ENCICLOPEDIA SPIE
- La KGB contro la Jugoslavia
- Serbi negli USA
- La caccia a Miloscevic
- Comandante Arkan e 2001.
- Chi è dentro la Ju-mafija
- Radovan Karadzic
- La mafia serba
- I clan del Montenegro
- LA FBI e i Serbi
- Uccidendo Mr. Djindjic
- La mafia albanese
- La mafia di Zemun
- La mafia balcanica
- KOS
- Servizi segreti della Serbia
- La caccia a Ratko Mladic
- La storia della diaspora serba